# Фактор-група
Фактор-група — в теорії груп, група класів еквівалентності відносно деякого відношення еквівалентності. Тобто, фактор-множина, що має властивості групи.

## Визначення
Нехай {\displaystyle G} — група, і {\displaystyle H} — її нормальна підгрупа, тобто для довільного {\displaystyle a\in G} його класи суміжності збігаються:
{\displaystyle \ aH=Ha}
Тоді на класах суміжності {\displaystyle H} в {\displaystyle G} можна ввести множення:
{\displaystyle \ (aH)(bH)=abH}
Легко перевірити, що це множення не залежить від вибору елементів у класах суміжності, тобто якщо {\displaystyle aH=a'H} і {\displaystyle bH=b'H}, то {\displaystyle abH=a'b'H}. Воно визначає структуру групи на множині класів суміжності, а одержана група називається фактор-групою {\displaystyle G} по {\displaystyle H}.
Фактор-група позначається {\displaystyle G/H}.

## Властивості
- Теорема про гомоморфізм: Для довільного гомоморфізму {\displaystyle \varphi :G\to K}

{\displaystyle G/{\mathrm {K} er}\,\varphi \cong \varphi (G)},
тобто фактор-група {\displaystyle G} за ядром {\displaystyle {\mathrm {K} er}\varphi } ізоморфна її образу {\displaystyle \varphi (G)} в {\displaystyle K}.
- Відображення {\displaystyle a\mapsto aH} задає природний гомоморфізм {\displaystyle G\to G/H}.
- Порядок {\displaystyle G/H} рівний індексу підгрупи {\displaystyle [G:H]}. У випадку скінченної групи {\displaystyle G} він рівний {\displaystyle |G|/|H|}.
- Якщо {\displaystyle G} абелева, нільпотентна, циклічна або скінченнопороджена, то і {\displaystyle G/H} буде мати такі ж властивості.
- {\displaystyle G/G} ізоморфна тривіальній групі ({\displaystyle \{e\}}), {\displaystyle G/{e}} ізоморфна {\displaystyle G}.

## Приклади
- Нехай {\displaystyle G=\mathbb {Z} ,\;H=2\mathbb {Z} }, тоді {\displaystyle G/H} ізоморфна {\displaystyle \mathbb {Z} _{2}}.
- Нехай {\displaystyle G=\mathbf {UT} _{n}} група невироджених верхньотрикутних матриць, {\displaystyle H=\mathbf {SUT} _{n}} група верхніх унітрикутних матриць, тоді {\displaystyle G/H} ізоморфна групі діагональних матриць.